# Branko Lentić
Branko Lentić (Milna, 1938. – Zagreb, 2018.) hrvatski je novinar i redatelj dokumentarnih filmova.

## Životopis

### Novinarski i redateljski rad
U novinarstvu od 1966. Sav radni vijek proveo je na Hrvatskoj televiziji, od početka 1966. do umirovljenja 1993., te nakon njega kao autor dokumentarnih filmova i mentor mlađih novinara.
Počeo je kao autor i urednik emisija za mlade. Pročuo se dokumentarnom serijom Objektiv 350. 
Bio je urednik programa Televizije Zagreb 1969. – 1972., kada je smijenjen jer se nije odupro hrvatskom proljeću. 
U početku osamdesetih godina izborio se, potaknut suradnjom Alpe-Adria, da se 1982. pokrene televizijski magazin Alpe-Dunav-Jadran. kroz koji je Televizija Zagreb približavala publici ideju srednjoeuropskog zajedništva, unatoč protivljenjima iz krugova Jugoslavenske radiotelevizije. "S beogradske televizije su govorili kako ponovno želimo uspostaviti Austro-Ugarsku i slično."
Bio je prvi direktor Hrvatske televizije 1990. – 1992. 
Bio je i predsjednik Međunarodnog konzorcija za koprodukciju dokumentarnih filmova, koji je okupio niz televizijskih kuća (BBC, NTV, RAI, STV), te član žirija na mnogim festivalima u zemlji i svijetu.
Autor je više od dvjesto dokumentarnih filmova. Njihova dokumentarna vrijednost priznata je odmah, ali tek kasnije su ustalilo mišljenje o njihovoj izrazitoj filmskoj vrijednosti. Već sedamdesetih godina svjetski televizijski stručnjaci počinju proučavati Lentićev specifičan stil i pisati o njemu. Lentić snima kao naizgled distanciran svjedok, bez komentiranja, uspostavljajući tako izravan kontakt publike s „malim“, praktički anonimnim junacima svojih filmskih priča. "Svaki čovjek“, kaže Lentić, „može biti junak filma. Samo to treba znati vidjeti".
Među tim filmovima kultni status ima Iza Lože, kroniku gledišta splitskih dokoličara na Gaginu štekatu Iza Lože. Svjedok polazi od uplakane djevojčice u modrom kaputiću u koloni izbjeglica iz Vukovara.  Žulj opisuje pridošlice, radnike koji traže posao i mogućnosti boljega života, nastanjeni u faveli iznad Rijeke, često i bez struje i bez vode, stvarajući obitelji, pokušavajući živjeti neki normalan život. Mjesto koje hoće živjeti o Vranjičanima kojima život ugrožava cementara i azbest snimljen je 1976., a danas gotovo da je aktualniji. Svi ti i mnogi drugovi Lentićevi filmovi su ne samo dokument svoga doba, nego i izvrsni filmovi, temeljeni na minimalnoj poetici dokumentarca.

### Obitelj
Brat je novinara Ante Lentića i povjesničara umjetnosti Ivana Lentića.

## Filmografija (djelomična)
- Ljudi s periferije (1967.)
- Grga (1968.)
- Zagreb – bijeli grad (1969.)
- Đurđica Bjedov ili o sreći (1970.)
- Zadar je najbolji (1974.)
- Dinamitaši (1974.)
- Dobro jutro, Avdići (1975.)
- Cestom koje nema (1975.)
- Mjesto koje hoće živjeti (1976.)
- Tjedan jednog liječnika (1976.)
- Žulj (1976.)
- IV f (1977.)
- Iza Lože (1978.)
- Govori Tijarica (1979.)
- Tajna djedove tamburice (1982.)
- Svjedok (1994.)

## Nagrade i priznanja
- Brojne domaće i strane nagrade za dokumentarne emisije odnosno filmove
- Nagrada "Otokar Keršovani" za životno djelo (2001.)